# Platerów
Platerów ist ein Dorf sowie Sitz der gleichnamigen Landgemeinde im Powiat Łosicki der Woiwodschaft Masowien, Polen.

## Gemeinde
Zur Landgemeinde Platerów gehören folgende 23 Ortschaften mit einem Schulzenamt:
Chłopków
Chłopków-Kolonia
Czuchów
Czuchów-Pieńki
Falatycze
Górki
Hruszew
Hruszniew
Hruszniew-Kolonia
Kamianka
Kisielew
Lipno
Mężenin
Mężenin-Kolonia
Michałów
Myszkowice
Nowodomki
Ostromęczyn
Ostromęczyn-Kolonia
Platerów
Puczyce
Rusków
Zaborze
Weitere Orte der Gemeinde sind Falatycze (osada leśna), Górki-Leśniczówka, Hruszew (kolonia), Kisielew (osada leśna), Ostromęczyn-Kolonia (kolonia) und Tryba-Gajówka.

## Verweise